# Andrés Couve
Andrés Oscar Couve Correa (Santiago, 23 de octubre de 1968) es un biólogo y político chileno, especialista en neurociencia. Entre diciembre de 2018 y marzo de 2022, se desempeñó como Ministro de Ciencia, Tecnología, Conocimiento e Innovación bajo el segundo gobierno de Sebastián Piñera, el primero en ocupar el cargo luego de la creación de dicho organismo.

## Biografía
Nació en Santiago en 1968, hijo de Inés Noemí Correa Devés y de Andrés Ignacio Couve Rioseco, exmilitante del Partido Demócrata Cristiano, que se desempeñó como Subsecretario de Pesca durante el gobierno del presidente Patricio Aylwin entre 1990 y 1994. Casado con Andrea Brunson, directora de la galería de arte contemporáneo EAB.
Graduado del Saint George's College en 1986. Se licenció en 1991 en Ciencias Biológicas en la Pontificia Universidad Católica de Chile (PUC). Se doctoró (PhD) en 1997 en Biología Celular y Molecular en Mount Sinai School of Medicine de Nueva York, Estados Unidos y, posteriormente, entre 1997 y 2004, realizó un postdoctorado en la University College London, Reino Unido con una beca de la Wellcome Trust , Universidad de Harvard, entre otras.
Desde 2005 ha sido Profesor de la Facultad de Medicina de la Universidad de Chile. Hoy es Profesor Titular del Departamento de Neurociencia de la misma Facultad.
En 2010 lideró la adjudicación del Instituto de Neurociencia Biomédica (BNI) de la Iniciativa Científica Milenio, fue su director entre 2011 y 2018, y participó como uno de sus investigadores principales. 
Entre los años 2015 y 2016, fue Presidente de la Sociedad de Biología Celular de Chile y miembro del Directorio de la Fundación Puerto de Ideas entre 2016 y 2018.
En 2015 fue miembro de la Comisión Presidencial “Ciencia Para el Desarrollo de Chile”. 
Trabajó en la integración de la neurociencia con la ingeniería para desarrollar neurosistemas aplicados, en la formación de redes latinoamericanas de neurociencia, así como promoviendo el valor y la comunicación de las ciencias dentro y fuera de Chile.
En 2017, recibió el premio Andrés Concha de la SOFOFA por acercar el mundo científico a las empresas.
Como Ministro de Ciencia lideró la implementación de la nueva institucionalidad, e impulsó la respuesta de la comunidad científica para enfrentar la pandemia COVID-19 con iniciativas como la estrategia nacional de vacunas, la red de diagnóstico, la fabricación de ventiladores mecánicos, y el acceso a datos abiertos. Además posicionó internacionalmente a Chile en la acción climática basada en evidencia científica a través del Comité Científico de Cambio Climático. En el año 2020 fue uno de los integrantes de la Mesa Social COVID-19, creada para enfrentar dicha pandemia en el país.
Tras finalizar su periodo como Ministro de Estado en marzo de 2022, retornó a desempeñarse como Profesor Titular de la Facultad de Medicina de la Universidad de Chile. Además es asesor científico-estratégico de Idemax.

## Investigación
Su área de investigación se ha centrado en la relación entre la estructura y la función neuronal. En particular, sus trabajos se han enfocado en la función de receptores de neurotransmisores, y en la síntesis y tráfico de proteínas de membranas desde el retículo endoplasmático y el sistema secretor neuronal hacia la membrana dendrítica y axonal. También ha investigado sobre neurogénesis y envejecimiento de neuronas hipocampales y su relación con las capacidades cognitivas en mamíferos.
Desde 2013, desarrolló investigación sobre la disponibilidad local de canales de sodio y potasio dependientes de voltaje y otras proteínas axonales, y su relación con la actividad del sistema nervioso. Como co-investigador, también ha participado en investigaciones sobre enfermedades neurodegenerativas.
En 2024 publicó un libro llamado “ La Liebre y el Compás”.

## Publicaciones seleccionadas
Nota: Se mencionan algunos de los artículos científicos publicados entre 2010 a 2018; para ver la lista completa, véase el portafolio académico del Dr. Couve.
- González, Carolina; Cornejo, Victor Hugo; Couve, Andrés (1 de agosto de 2018). «Golgi bypass for local delivery of axonal proteins, fact or fiction?». Current Opinion in Cell Biology (en inglés) 53: 9-14. ISSN 0955-0674. doi:10.1016/j.ceb.2018.03.010. Consultado el 18 de diciembre de 2018.
- Luarte, Alejandro; Cornejo, Víctor Hugo; Bertin, Francisca; Gallardo, Javiera; Couve, Andrés (2018). «The axonal endoplasmic reticulum: One organelle—many functions in development, maintenance, and plasticity». Developmental Neurobiology (en inglés) 78 (3): 181-208. ISSN 1932-846X. doi:10.1002/dneu.22560. Consultado el 18 de diciembre de 2018.
- Hetz, Claudio; Gonzalez-Billault, Christian; Glavic, Álvaro; Concha, Miguel L.; Iwawaki, Takao; Akai, Ryoko; Chevet, Eric; Qi, Ling et al. (2018-08). «IRE1α governs cytoskeleton remodelling and cell migration through a direct interaction with filamin A». Nature Cell Biology (en inglés) 20 (8): 942-953. ISSN 1476-4679. doi:10.1038/s41556-018-0141-0. Consultado el 18 de diciembre de 2018.
- Mardones, Muriel D.; Andaur, Gabriela A.; Varas-Godoy, Manuel; Henriquez, Jenny F.; Salech, Felipe; Behrens, María Isabel; Couve, Andrés; Inestrosa, Nibaldo C. et al. (15 de marzo de 2016). «Frizzled-1 receptor regulates adult hippocampal neurogenesis». Molecular Brain 9 (1): 29. ISSN 1756-6606. PMC 4791773. PMID 26980182. doi:10.1186/s13041-016-0209-3. Consultado el 18 de diciembre de 2018.
- Couve, Andrés; Court, Felipe A.; Couve, Eduardo; Fresno, Javiera; Cánovas, José; González, Carolina (16 de febrero de 2016). «Axons provide the secretory machinery for trafficking of voltage-gated sodium channels in peripheral nerve». Proceedings of the National Academy of Sciences (en inglés) 113 (7): 1823-1828. ISSN 1091-6490. PMC 4763731. PMID 26839409. doi:10.1073/pnas.1514943113. Archivado desde el original el 18 de diciembre de 2018. Consultado el 18 de diciembre de 2018.
- Quassollo, Gonzalo; Wojnacki, Jose; Salas, Daniela A.; Gastaldi, Laura; Marzolo, María Paz; Conde, Cecilia; Bisbal, Mariano; Couve, Andrés et al. (2015-04). «A RhoA Signaling Pathway Regulates Dendritic Golgi Outpost Formation». Current Biology 25 (8): 971-982. ISSN 0960-9822. doi:10.1016/j.cub.2015.01.075. Consultado el 18 de diciembre de 2018.
- Salech, F.; Varela-Nallar, L.; Arredondo, S.; Bustamante, D.; Ponce de la Vega, D.; Inestrosa, N.; Behrens, M.I.; Couve, A. (2015-10). «The role of klotho in the regulation of adult hippocampal neurogenesis». Journal of the Neurological Sciences 357: e248. ISSN 0022-510X. doi:10.1016/j.jns.2015.08.865. Consultado el 18 de diciembre de 2018.
- Loyola, Pablo; Martínez, Gustavo; Muñoz, Kristofher; Velazquez, Juan; Maldonado, Pedro; Couve, Andrés (30 de noviembre de 2015). «Combining eye tracking and pupillary dilation analysis to identify Website Key Objects». Neurocomputing (en inglés) 168: 179-189. ISSN 0925-2312. doi:10.1016/j.neucom.2015.05.108. Consultado el 18 de diciembre de 2018.
- Couve, Andrés; Blanpied, Thomas A.; Lu, Hsiangmin E.; Cornejo, Víctor H.; Ramírez, Omar A.; Salas, Daniela A.; Jaureguiberry-Bravo, Matías; Valenzuela, José I. (1 de agosto de 2014). «Transport along the dendritic endoplasmic reticulum mediates the trafficking of GABAB receptors». J Cell Sci (en inglés) 127 (15): 3382-3395. ISSN 1477-9137. PMC 4117232. PMID 24895402. doi:10.1242/jcs.151092. Consultado el 18 de diciembre de 2018.
- Gónzalez, Carolina; Couve, Andrés (1 de marzo de 2014). «The axonal endoplasmic reticulum and protein trafficking: Cellular bootlegging south of the soma». Seminars in Cell & Developmental Biology (en inglés) 27: 23-31. ISSN 1084-9521. doi:10.1016/j.semcdb.2013.12.004. Consultado el 18 de diciembre de 2018.
- Bronfman, Francisca C.; Couve, Andrés; Kuruvilla, Rejji; Ascaño, Maria; Gonzalez, Andrés; Lazo, Oscar M. (3 de abril de 2013). «BDNF Regulates Rab11-Mediated Recycling Endosome Dynamics to Induce Dendritic Branching». Journal of Neuroscience (en inglés) 33 (14): 6112-6122. ISSN 1529-2401. PMC 3684039. PMID 23554492. doi:10.1523/JNEUROSCI.4630-12.2013. Consultado el 18 de diciembre de 2018.
- Ramírez, Omar A.; Couve, Andrés (2011-04). «The endoplasmic reticulum and protein trafficking in dendrites and axons». Trends in Cell Biology 21 (4): 219-227. ISSN 0962-8924. doi:10.1016/j.tcb.2010.12.003. Consultado el 18 de diciembre de 2018.